# Невероятный страх перед всем
«Невероятный страх перед всем» (англ. A Fantastic Fear of Everything) — комедийный фильм режиссёров Криса Хопвелла и Криспиана Миллса, с Саймоном Пеггом в главной роли. Фильм основан на книге «Паранойя в Прачечной Самообслуживания» Брюса Робинсона.

## Сюжет
Автор популярных детских книжек решил начать писать криминальные романы. Писатель исследует множество различных историй о маньяках Викторианской Англии, и на этой почве у него начинается паранойя, ему кажется, что повсюду его подстерегает смерть. Из-за опасений за свою жизнь он не выходит из дома и носит при себе кухонный нож.
Однажды Джеку звонит литературный агент, чтобы сообщить о назначенной встрече с человеком по имени Харви Хамфрис, обсудить сценарий «Десятилетия смерти». Джек начинает обдумывать это имя и приходит к выводу, что это потомок Харви Криппена, одного из самых известных убийц своего времени. Его размышления прерывает шум полицейского вертолёта, поэтому Джек захлопывает окно и обильно смазывает щели суперклеем. Так как он, по своему обыкновению, держал в руке кухонный нож, то нож оказывается намертво приклеен к ладони. Джек всё равно решает пойти на встречу с целью раскрыть весь заговор против себя, но не находит чистой одежды. Единственный выход это пойти в прачечную, но Джек имеет фобию общественных прачечных.
Джек звонит психологу, тот убеждает Джека в необходимости разобраться со своими страхами, поэтому Джек надевает пальто и несёт своё бельё в прачечную. В заведении присутствует несколько женщин и Джек случайно обнаруживает свой нож. Женщины выбегают и запирают писателя в прачечной. Приезжает наряд полиции и Джека вырубают электрошоком, и он вспоминает как в детстве был брошен матерью в прачечной.

## В ролях
| Актёр        | Роль           |
| ------------ | -------------- |
| Саймон Пегг  | Джек           |
| Амара Каран  | Сангит         |
| Клэр Хиггинс | Клер           |
| Пол Фримен   | Доктор Фридкин |